# Кингстон, Габриэлла
Леди Габриэлла Мария Александра Офелия Кингстон, урождённая Виндзор (англ. Lady Gabriella Marina Alexandra Ophelia Kingston, née Windsor; род. 23 апреля 1981, Лондон, Великобритания) — член британской королевской семьи, троюродная сестра короля Карла III, журналистка.

## Биография
Леди Габриэлла родилась 23 апреля 1981 года в госпитале Святой Марии в Лондоне и стала единственной дочерью принца Майкла Кентского, внука короля Георга V и соответственно двоюродного брата королевы Елизаветы II. Принц Майкл женился на католичке, Марии Кристине фон Рейбниц, из-за чего потерял свои права на британский престол (до изменения Акта о престолонаследии в 2013 году); его дети, Габриэлла и Фредерик, были воспитаны как англикане, и поэтому они учитываются в линии наследования королевского титула. Габриэлла занимает 57-ю позицию в списке наследников.
В 2004 году Габриэлла Виндзор окончила частный Брауновский университет в США (Провиденс, Род-Айленд) по направлению «сравнительное литературоведение», в 2012 году — Линакр-колледж в Оксфорде по специальности «социальная антропология». Габриэлла пишет статьи для The London Magazine и других журналов. Некоторое время она преподавала английский язык в Рио-де-Жанейро, работала на музыкальном мероприятии в Буэнос-Айресе. Позже Габриэлла заняла должность старшего директора брендинговой платформы Branding Latin America.

## Личная жизнь
В начале 2000-х леди Габриэлла встречалась с журналистом Аатишем Тасиром; в 2018 году тот написал для Vanity Fair статью об этих отношениях, ставшую скандальной. 
В сентябре 2018 года Букингемский дворец официально объявил о помолвке Габриэллы с 40-летним финансистом Томасом Кингстоном (1978—2024), в прошлом был женихом Пиппы Миддлтон. Обручение состоялось на острове Сарк в августе 2018 года, а венчание — в часовне Святого Георгия в Виндзорском дворце 18 мая 2019 года. Невеста была в тиаре, которую носили в день венчания её мать и бабка по отцу, Марина Греческая и Датская. Свадьба Габриэллы вызвала огромный интерес СМИ; к тому же на этом событии присутствовали королева и её муж, принц Филипп.
27 февраля 2024 года Букингемский дворец сообщил, что 45-летний Томас Кингстон умер. Позже стало известно, что он застрелился.